# PO-10
La PO-10 entoure la ville de Pontevedra par le sud de l'agglomération.
D'une longueur de 1.5 km environ, elle prolonge la PO-11 et relie l'AP-9 à la N-550 à l'est de la ville.
Elle dessert toute la zone urbaine du sud de Pontevedra.

## Tracé
- Elle débute au sud de Pontevedra où elle prolonge la PO-11 (accès au Port de Marín et Ria de Pontevedra) et croise l'AP-9 en provenance où à destination de Vigo/Saint-Jacques-de-Compostelle.
- Elle longe la ville par le sud en desservant la zone urbaine jusqu'à croiser la N-550 (La Corogne - Tui).

## Sorties
| Sorties | Villes |            |
| ------- | --- | ---------- |
|         | Pontevedra Nord - Saint-Jacques-de-Compostelle - La Corogne Vigo - Tui - Portugal Marín - Port de Pontevedra - Pontevedra Ouest PO-12 | AP-9 PO-11 |
| 01      | Carrefour Pontevedra |            |
|         | Pontevedra Centre - Pontevedra-Avenida de Vigo Redondela - O Porrino Vigo - Ponteareas - Ourense                                      | N-550 A-57 |